# Саво Јовић
Саво Б. Јовић (Милино Село, 27. јануар 1954) свештеник је СПЦ, протојереј-ставрофор и бивши главни секретар Светог архијерејског синода Српске православне цркве.

## Биографија
Рођен је на Савиндан 27. јануар 1954. године у Милином Селу код Лопара. У родном месту је завршио основну школу, а потом петогодишњу Богословију Светог Арсенија у Сремским Карловцима. Током четвртог разреда је позван на одслужење војног рока, који је провео у Шибенику. Након тога је завршио Богословију 1976. године и одмах је рукоположен у чин ђакона и потом презвитера у епархији зворничко-тузланској.
Ухапшен је од комунистичких власти 15. маја 1980. године. Окружни суд у Тузли га је осудио на шест година затвора због вербалног деликта. Врховни суд Босне и Херцеговине у Сарајеву је казну умањио на пет година, коју је Јовић одслужио у зеничком затвору. По одслуженој казни је остао у епархији до 1987. године, да би тад прешао у епархију банатску, тачније у Панчево. Дипломирао је на Православном богословском факултету „Свети Василије Острошки“ у Фочи са просечном оценом 9,33.
На предлог патријарха српског Павла, Свети архијерејски синод га 1996. године именује за службеника канцеларије синода. Задњу дужност коју је обављао је главни секретар Светог архијерејског синода Српске православне цркве и духовник у цркви Ружица и капели Свете Петке на Калемегдану.
Докторирао је 12. новембра 2013. године на Учитељском факултету Универзитета у Београду на тему Методички приступ епским народним песмама са јеванђељским мотивима. Одбрани доктората присуствовали су патријарх српски Иринеј, епископ шумадијски Јован, епископ крушевачки Давид и викарни епископ ремезијански Андреј.

## Награде
- Медаља Михајло Пупин, Фондација „Младен Селак“ (2012)
- Златни витез, награда Деветог међународни фестивал словенских и православних књижевника под покровитељством председника Руске Федерације Владимира Путина и патријарха московског и све Русије Кирила (2018)[3]

### Монографије
- Анђели звериње куће, Православна реч, Нови Сад, (2012),
- Записи из зеничке тамнице, Православна реч, Нови Сад, (2012),
- Кроз босански огањ, Православна реч, Нови Сад, (2012),
- Свитање у предвечерје, Православна реч, Нови Сад, (2012),
- Утамничена црква, Православна реч, Нови Сад, (2012),
- Христов Светосавац Михајло Пупин, Православна реч, Нови Сад, (2012),
- Свети Исповедник Варнава Епископ Хвостански, Православна реч, Н. Сад, (2012),
- Етничко чишћење и културни геноцид на Косову и Метохији, Православна реч, Нови Сад, (2012)

### Друга издања
- Свети Отац Николај, Издавачки фонд Архиепископије  београдско-карловачке, Београд, (1998),
- Божић и божићи обичаји, Издавачки фонд Архиепископије београдско-карловачке, Београд, (1998),
- Свети Великомученик Георгије, Издавачки фонд Архиепископије београдско-карловачке, Београд, (1999),
- Велики часни пост, Издавачки фонд Архиепископије београдско-карловачке, Београд, (1999),
- Васкрсење Господа Исуса Христа-Васкрс, Издавачки фонд Архиепископије београдско-карловачке, Београд, (1999),
- Свети Јован Крститељ, Издавачки фонд Архиепископије београдско-карловачке, Београд, (2000).